# Кордильєра-Неґра
Кордильє́ра-Не́гра (ісп. Cordillera Negra), Яна Валла (Yana Walla)  — гірський масив або хребет, частина масиву Кордильєра-Оксиденталь Перуанських Анд, один з трьох головних хребтів центрально-західної частини Перу. Відділяється від хребта Кордильєра-Бланка річкою Ріо-Санта.
Хребет простягається у напрямку з північно-північного заходу на південно-південний схід приблизно на 180 км, паралельно узбережжю Тихого океану на відстані близько 60 км ід берегу. Висоти досягають 5187 м (Піко-Рокарре), інші значні вершини: Румі-Крус (5020 м), Сенал-Серро-Ріко (5006 м) і Серро-Уанкапеті (4988 м), найвищий перевал на дорозі, що перетинає хребет — Уанкапеті — має висоту 4680 м над рівнем моря.
Кордильєра-Неґра складена переважно темними інтрузивними та ефузивними породами. Район високої сейсмічності.
| Перу | Це незавершена стаття з географії Перу. Ви можете допомогти проєкту, виправивши або дописавши її. |